# 1981 TT
1981 TT är en asteroid i huvudbältet som upptäcktes den 6 oktober 1981 av den tjeckiske astronomen Zdeňka Vávrová vid Kleť-observatoriet.
Asteroiden har en diameter på ungefär 3 kilometer.